# Thằn lằn chân lá Việt Nam
Thằn lằn chân lá Việt Nam hay thạch sùng lá Việt nam (danh pháp: Dixonius vietnamensis) là loài thằn lằn trong họ Gekkonidae. Loài này được Das mô tả khoa học đầu tiên năm 2004.